# Idiosepius kijimuna
Idiosepius kijimuna (лат.) — вид головоногих моллюсков из семейства идиосепиид (Idiosepiidae).
Обитает в водах архипелага Рюкю, Япония. От других видов рода отличается комплексом признаков, в том числе количеством присосок на ловчих руках, формой воронко-мантийного запирательного хряща, строением гектокотиля и гладиуса, а кроме того, маркерами митохондриальной ДНК (12S, 16S и COI). Получил видовое название в честь кидзимуна (яп. キジムナー) — ёкаи или духов старых деревьев из мифологии японского острова Окинава. Длина тела до 1,2 см, встречается в прибрежных зарослях морской травы на глубине до двух метров. Способен охотиться на креветок намного крупнее себя. Замечен только в зимние месяцы, где этот вид проводит остальную часть года, пока не установлено. Он безвреден для человека и не является объектом промысла.